# 莫尼托鎮區 (密蘇里州霍華德縣)
莫尼托鎮區（英語：Moniteau Township）是位於美國密蘇里州霍華德縣的一個行政鎮區。

## 地方資料
莫尼托鎮區的面積為207.22平方千米，當中陸地面積為204.48平方千米，而水域面積為2.74平方千米。根據2020年美國人口普查的數據，當地共有人口1243人，而人口密度為每平方千米6人。